# أرثر سيسيل ألبورت

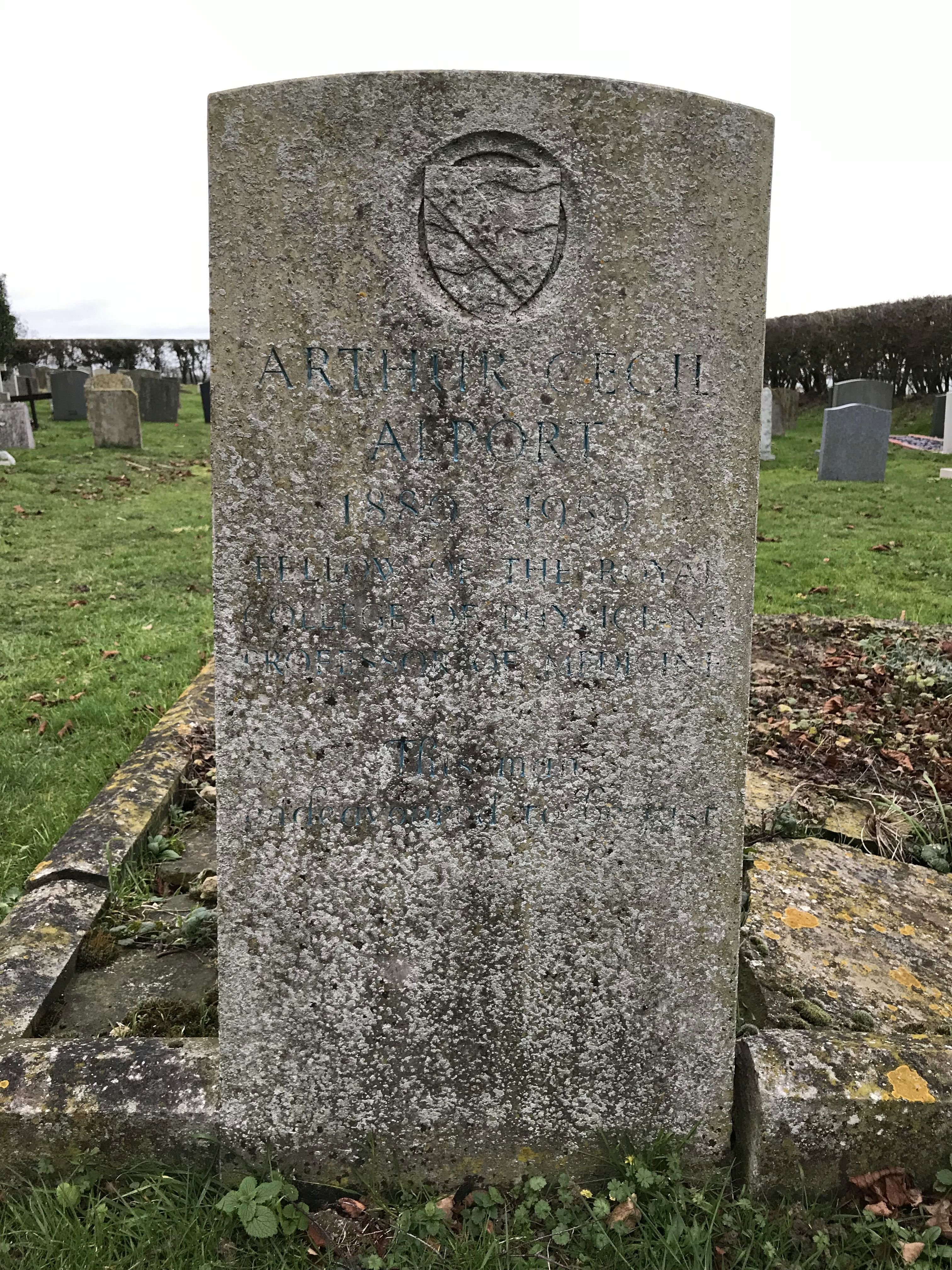
قبر أرثر سيسيل ألبورت في ساحة كنيسة يوحنا المعمدان ، لاير دي لا هاي ، إسيكس

أرثر سيسيل ألبورت (بالإنجليزية: Arthur Cecil Alport) ـ (25 يناير 1880 ـ 17 أبريل 1959) هو طبيب جنوب إفريقي يعرف بأنه مكتشف متلازمة ألبورت. اكتشفها في أسرة بريطانية عام 1927.

## حياته
ولد أرثر سيسيل ألبورت في بوفورت وست بمنطقة كارو في مقاطعة كيب الغربية بجنوب إفريقيا. سافر إلى بريطانيا لدراسة الطب، وعقب تخرجه في جامعة إدنبرة سنة 1905، عاد إلى بلاده ليعمل بالطب في جوهانسبرغ، حيث كان يمتلك منجمًا صغيرًا للذهب تبين لاحقًا أنه غير منتج، وظل يعمل في جوهانسبرغ تسع سنوات.
خدم ألبورت في الفيلق الطبي بالجيش الملكي البريطاني في جنوب غرب أفريقيا الألمانية ثم في مقدونيا وسالونيكي، وعمل بين هاتين الفترتين إخصائيًا للأمراض الباطنة بمستشفى هربرت الملكي في ضاحية وولويتش اللندنية. سُرّح ألبورت عقب انتهاء الحرب العالمية الأولى برتبة ميجور (رائد)، فعمل ممارسًا عامًا في ريف إنجلترا، ثم إخصائيًا لأمراض المناطق الحارة في وزارة المتقاعدين بلندن، وفي أكتوبر 1921 بدأ العمل تحت رئاسة البروفيسور فردريك صمويل لانغميد (1879 ـ 1969) مديرًا مساعدًا لوحدة الأمراض الباطنة التي كانت قد أنشئت حديثًا في مستشفى سانت ماري في بادنغتون، وهو الموقع الذي عمل فيه 14 عامًا متصلة.

### عمله بمصر وانتقاده لمنظومتها الصحية
في عام 1937 حط ألبورت رحاله في القاهرة ـ بناء على نصيحة السير ألكسندر فليمنغ ـ ليعمل أستاذًا للطب الإكلينيكي بمدرسة طب قصر العيني بجامعة فؤاد الأول. وقد صُدم ألبورت مما رآه من صنوف الاحتيال وعدم الأمانة والفساد التي رآها في المستشفيات المصرية آنذاك، كما روعه ما رآه من إهمال يتعرض له الفقراء من المرضى، وحاول جاهدًا إصلاح هذه المنظومة.
كانت هذه الأحوال المزرية هي موضوع كتابه «عدل ساعة: الكتاب الأسود عن المستشفيات المصرية»، وهو كتيب طبعه ألبورت على نفقته الخاصة، وقال في مقدمته إنه اقتبس عنوانه من حديث منسوب للنبي «عدل ساعة خير من عبادة سبعين سنة». نُظر إلى هذا الكتاب لاحقًا بعين العناية في المحاولات التي قام بها المصريون لإصلاح المنظومة الصحية في النصف الأول من القرن العشرين. غير أن ألبورت خامره شعور بأن زملائه البريطانيين قد خذلوه في مسعاه الإصلاحي، مما حدا به إلى الاستقالة من زمالة كلية الأطباء الملكية بلندن سنة 1947.
تُرجم كتابه إلى العربية ونشرته دار الهلال المصرية في فبراير 2009 بعنوان «ساعة عدل واحدة: الكتاب الأسود عن أحوال المستشفيات المصرية 1937 ـ 1943» بترجمة سمير محفوظ بشير.

## من مؤلفاته
- الملاريا وعلاجها (بالإنجليزية: Malaria and Its Treatment)، خلاصة تجربته مع الملاريا عام 1915.
- ساعة واحدة من العدل: الكتاب الأسود عن المستشفيات المصرية (بالإنجليزية: One Hour of Justice: The Black Book of the Egyptian Hospitals)، عن تجربته مع فساد المنظومة الصحية في مصر في أواخر الثلاثينيات وبدايات الأربعينيات من القرن العشرين.

## وفاته
توفي ألبورت في مستشفى سانت ماري بلندن سنة 1959، عن عمر يناهز 79 عامًا.